# Samogłoska półotwarta
Samogłoska półotwarta – typ samogłoski występujący w niektórych językach. Charakteryzuje się tym, że w trakcie wymawiania język jest ułożony w jednej trzeciej wysokości między pozycjami, w których wymawia się samogłoski otwarte i samogłoski przymknięte.
W międzynarodowej transkrypcji fonetycznej IPA przewidziano odrębne symbole dla sześciu samogłosek półotwartych:
- samogłoska półotwarta przednia niezaokrąglona [ɛ]
- samogłoska półotwarta przednia zaokrąglona [œ]
- samogłoska półotwarta centralna niezaokrąglona [ɜ] (transkrybowana [ɛ̈] w starszych opracowaniach)
- samogłoska półotwarta centralna zaokrąglona [ɞ] (transkrybowana [ɔ̈] w starszych opracowaniach)
- samogłoska półotwarta tylna niezaokrąglona [ʌ]
- samogłoska półotwarta tylna zaokrąglona [ɔ]